# Cold War Kids

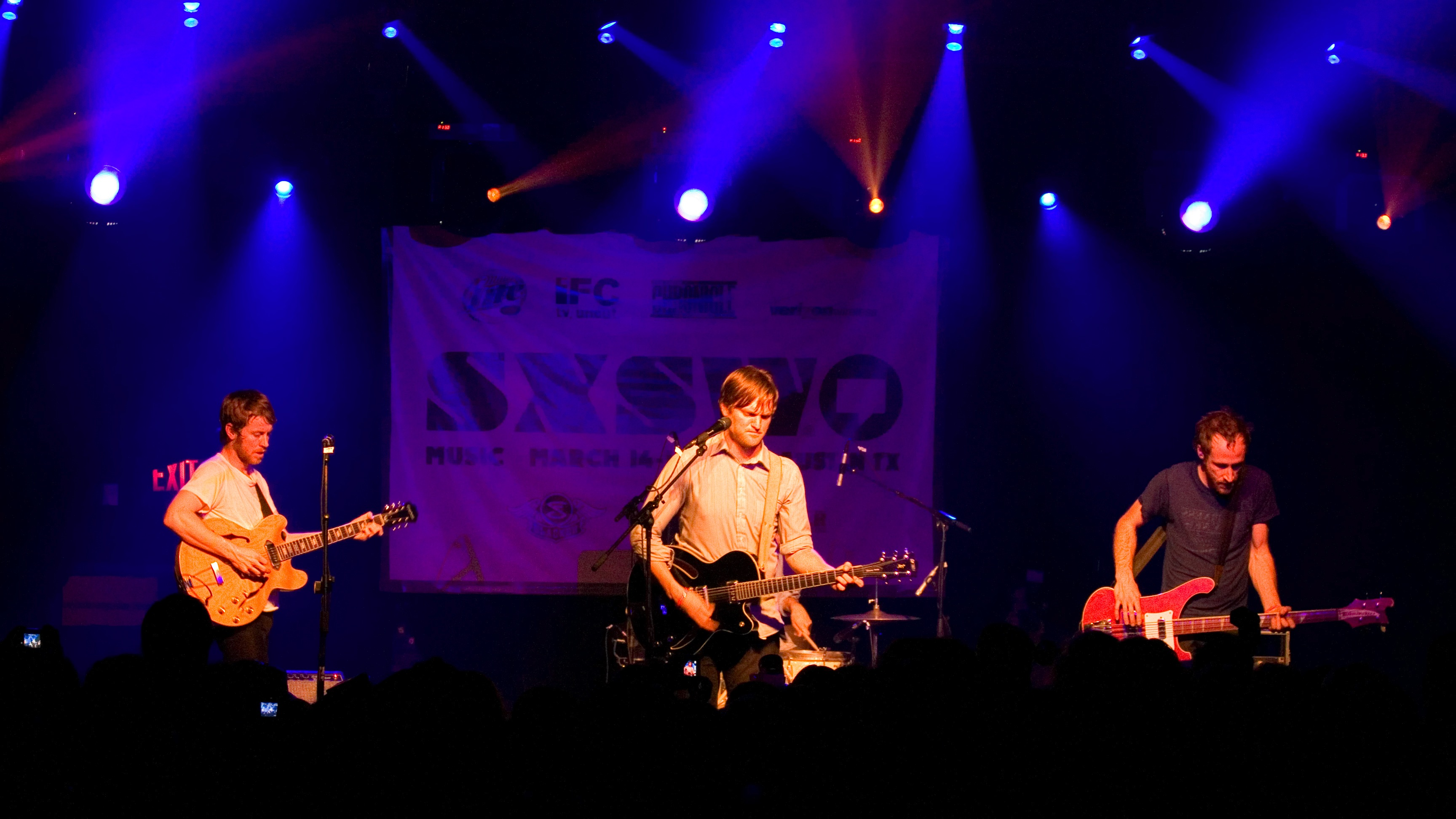
Cold War Kids 15 mars 2007

Cold War Kids är ett indierockband från Fullerton, Kalifornien, USA, bildat 2004. Medlemmarna är Nathan Willett (sång, piano), Jonnie Russell (gitarr), Matt Maust (bas) och Matt Aveiro (trummor).

## Historik
Cold War Kids bildades 2004 i Fullerton i gitarrist Jonnie Russells lägenhet ovanför en restaurang som heter Mulberry Street, vilket skulle bli namnet på deras första EP.
De har släppt tre EP skivor via Monarchy Music, och de uppträdde på 2006 års SXSW musikfestival och 2006 års Lollapalooza musikfestival. År 2006 skrev de kontrakt med Downtown Records i Nordamerika och V2 Records för resten av världen. Deras musik är tungt insiperad av blues och artister som Bob Dylan, Velvet Underground och Johnny Segment.

## Medlemmar
Nuvarande medlemmar
- Nathan Willett - sång, piano, gitarr (2004-idag)
- Dann Gallucci - gitarr, sång (2012-idag)
- Matt Maust - basgitarr (2004-idag)
- Joe Plummer - trummor, slagverk (2013-idag)

Tidigare medlemmar
- Jonnie Russell - gitarr, piano, sång (2004-2012)
- Matt Aveiro - trummor, slagverk (2004-2013)

Turnerande medlemmar
- Matthew Schwartz - keyboard, gitarr, sång

## Diskografi

### Studioalbum
- Robbers and Cowards (2006 Downtown Records/ V2 UK #35)
- Loyalty to Loyalty (2008 Downtown Records / V2 UK #68, US #21)
- Mine is Yours (2011 Downtown Records / V2 UK #85, US #21)
- Dear Miss Lonelyhearts (2013 Downtown Records / V2 US #52)
- Hold My Home (2014 Downtown Records / V2)

### EP
- Mulberry Street (2005 Monarchy Music)
- Up in Rags (2006 Monarchy Music)
- With Our Wallets Full (2006 Monarchy Music)
- Up in Rags  (2006 Monarchy Music)
- We Used to Vacation (2006 V2)
- Live from SoHo (iTunes Exclusive) (2006 Downtown Music)
- Behave Yourself (2010 Downtown Records US IND. #48)
- Live at Third Man (2011 Third Man US #55)
- Tuxedos (2013 Downtown Records US #56)

### Singlar
- Hair Down (2006)
- We Used To Vacation (2006)
- Hang Me Up to Dry (2007) UK #57 US Alt. #26
- Hospital Beds (2007)
- Something Is Not Right with Me (2008) US Alt. #39
- I've Seen Enough (2008)
- Audience (2009) US Alt. #39
- Louder Than Ever (2010) US Alt. #31 US Rock #48
- Skip the Charades (2011)
- Finally Begin (2011)
- Royal Blue (2011)
- Minimum Day (2012)
- Miracle Mile (2013) US Alt. #22
- A Million Eyes (2014)
- All This Could Be Yours (2014)

### Samlingsalbum
- Up in Rags/With Our Wallets Full (2006 Monarchy Music)